# 白雲寺 (平遥県)
白雲寺（はくうんじ）は、中華人民共和国山西省晋中市平遥県卜宜郷にある仏教寺院。

## 歴史
白雲寺は唐代（618年-907年）に創建された。
明の嘉靖16年（1537年）、寺院は大規模な再建を行いました。
2004年6月10日、山西省人民政府は白雲寺を山西省文物保護単位に認定した。2013年3月、中華人民共和国国務院は白雲寺を全国重点文物保護単位に認定した。

## 伽藍
山門、天王殿、大雄宝殿（本堂）、南殿、正殿、禅堂、古仏殿、地蔵殿、韋陀殿、鐘楼、鼓楼、配殿、耳房。

## ギャラリー
- 白雲寺。
- 山門。
- 山門。
- 天王殿。
- 大雄宝殿。
- 韋陀殿。
- 地蔵殿。
- 大雄宝殿。
- 古仏殿。
- 塔林。
- 塔林。
- 塔林。